# Russisch-Amerika

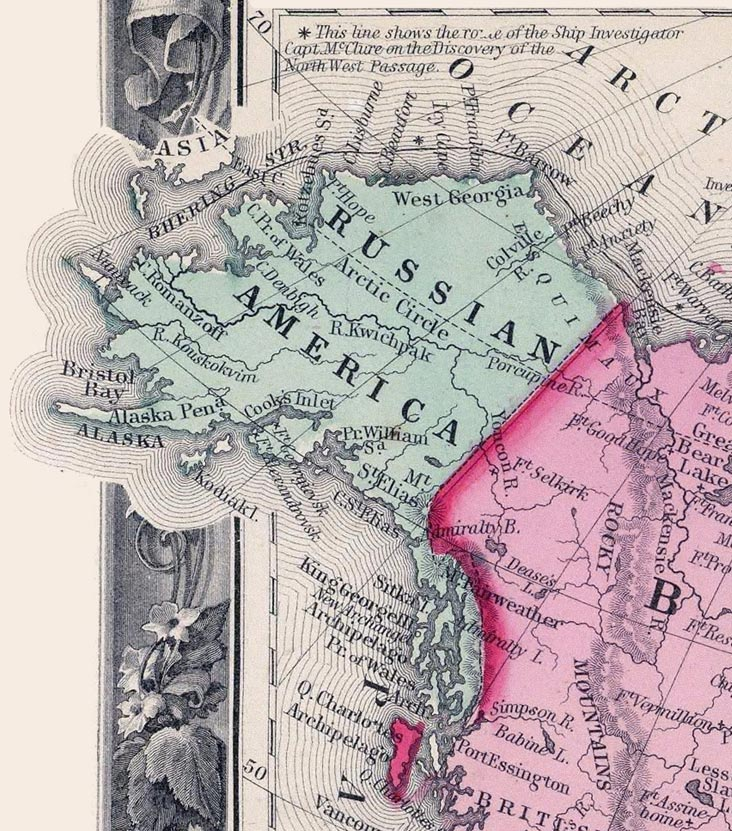
Russisch-Amerika 1860

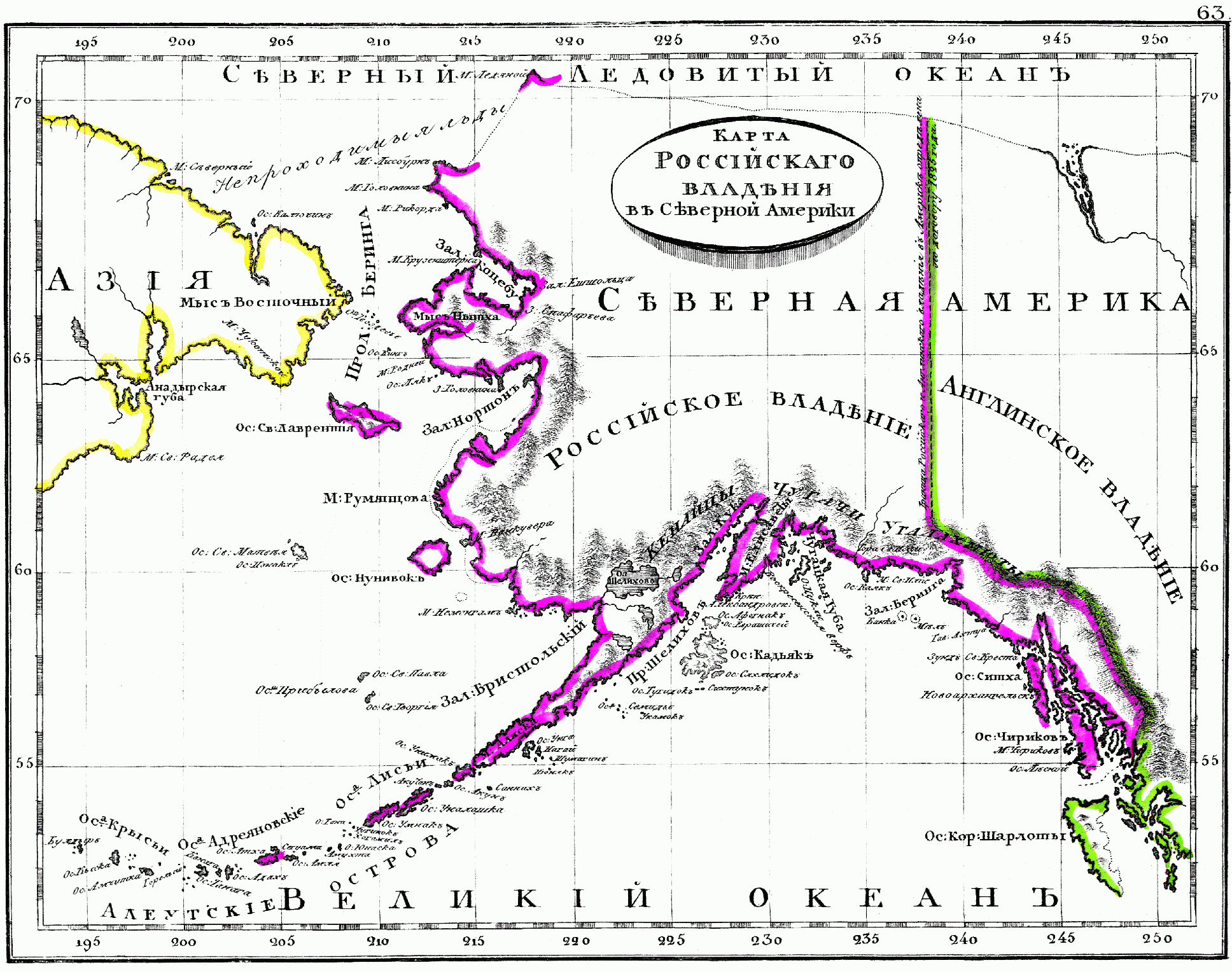
Russische Karte aus dem Jahr 1835

Als Russisch-Amerika (Русская Америка, Russkaja Amerika) wurden das heutige Alaska sowie die russischen Besitzungen in Kalifornien bis zum Jahr 1841 bzw. 1867 bezeichnet. Alaskas Südküste und Teile der Aleuten wurden 1741 von Vitus Bering und Alexei Tschirikow entdeckt, nachdem der Russe Semjon Deschnjow mit Fedot Popow und Gerassim Ankudinow bereits 93 Jahre zuvor die Beringstraße durchquert hatte. Als Monopolgebiet der Russisch-Amerikanischen Kompagnie war das Land dann im Besitz Russlands, bevor es 1867 vom russischen Zaren Alexander II. für 7,2 Millionen Dollar an die USA abgetreten wurde (Alaska Purchase).

## Geschichte

### Erforschung Alaskas

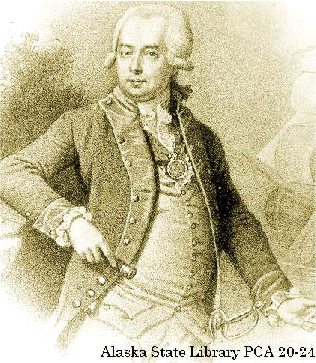
Grigori Iwanowitsch Schelichow

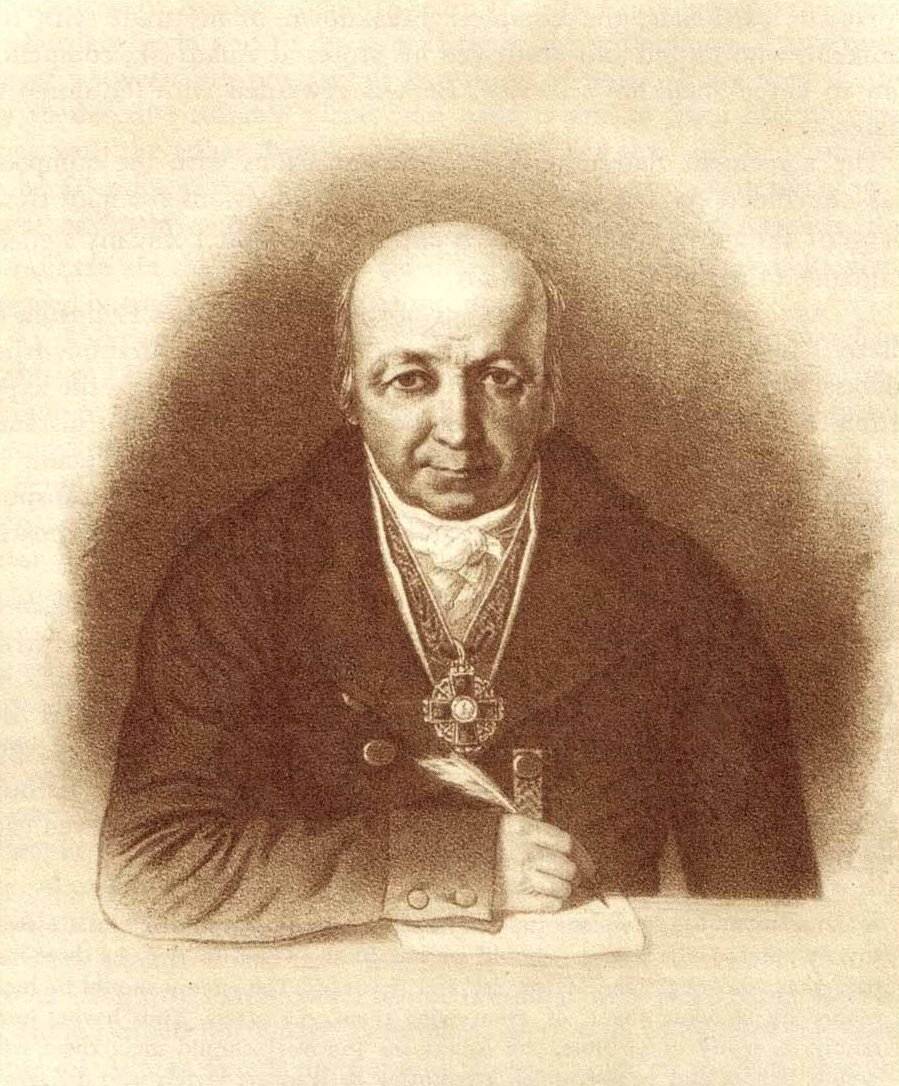
Alexander Andrejewitsch Baranow

Im Jahre 1581 zog der Ataman Jermak Timofejewitsch im Auftrag der Händlerdynastie der Stroganow los, um das Khanat Sibir zu erobern, ein spätes Überbleibsel der Großen mongolischen Horde. Rund 60 Jahre später erreichten russische Jäger und Soldaten das Ufer des Pazifischen Ozeans. Von ihrem einheimischen Führer erfuhren sie hier, dass dies das „Penzhin“ sei, das „Große Wasser“; dahinter liege das mythische „Große Land“ – Alaska. Ob schon der russische Pelzjäger Semjon Deschnjow, der 1648 die Tschuktschen-Halbinsel umschiffte, dabei Alaska sichtete, ist nicht bekannt; sein Bericht wurde 1736 in den Archiven von Jakutsk wiederentdeckt. Der im Auftrag des russischen Kaisers segelnde Däne Vitus Bering versuchte 1728 und 1729, Alaska zu erreichen, schaffte es jedoch erst 1741 während der sogenannten Großen Nordischen Expedition. Den ersten Landgang unternahm aber am 15. Juli dieses Jahres der Russe Alexei Tschirikow, Kapitän der St. Paul, des zweiten Schiffs der Expedition, südlich des heutigen Sitka. Bering erreichte tags darauf die nordamerikanische Küste rund 600 km weiter nördlich – die Schiffe waren zuvor bei einem Sturm getrennt worden. Auf der Rückfahrt musste sein Schiff St. Peter auf der später nach ihm benannten Beringinsel anlanden, wo er am 19. Dezember 1741 verstarb. Der Rest der Besatzung kam im August 1742 wieder im Ausgangshafen an, dem heutigen Petropawlowsk auf Kamtschatka. Von Bedeutung waren bei dieser Zweiten Kamtschatkaexpedition auch die Beobachtungen des deutschen Botanikers und Zoologen Georg Wilhelm Steller, der einige amerikanische Tier- und Pflanzenarten erstmals beschrieb, darunter die heute ausgerottete Stellersche Seekuh.

### Besiedlung Alaskas und die Russisch-Amerikanische Kompagnie
1745, vier Jahre nach der Entdeckung Alaskas, erreichten die ersten russischen Pelztierjäger die westlichen Aleuten, so auch Stepan Gawrilowitsch Glotow, der nach seinen Anfängen als Pelzhändler zwischen 1758 und 1768 drei Expeditionen zur Erforschung der Beringstraße und der Küste Alaskas führte.
Weil Alaska aber allzu unerschlossen und abgelegen war, waren diese Unternehmungen kaum profitabel. 1783 landete Grigori Iwanowitsch Schelichow mit zwei Schiffen auf der Insel Kodiak. Nach Attacken der Koniag-Indianer ließ er das Feuer auf sie eröffnen und tötete und verwundete viele. Nachdem er so seine Autorität sichergestellt hatte, gründete er die erste permanente Siedlung in Alaska an der heutigen Three Saints Bay. 1792 wurde die Siedlung an die Stelle der heutigen Stadt Kodiak verlegt, die sich zum Hauptumschlagsplatz für Pelze auch vom Festland entwickelte. Nach einiger Zeit gestaltete sich auch das Zusammenleben von Einheimischen und Russen halbwegs harmonisch.
Die bis zu seinem Tod 1795 von Schelichow geführten Pelzjagdgesellschaften wurden durch Verschmelzung mit zwei anderen Gesellschaften (1799) von Kaiser Paul I. zur Russisch-Amerikanischen Kompagnie zusammengeführt. Sie erhielt für zwanzig Jahre das Handelsmonopol in Nordamerika, das wiederum alle 20 Jahre erneuert werden konnte. Dadurch wurde nach dem Vorbild der Monopolgesellschaft anderer Kolonialstaaten der Wettbewerb ausgeschaltet und die Ereignisse in Russisch-Amerika konnten störungsfreier voranschreiten. Die Aktieninhaber der Gesellschaft, zu der auch Mitglieder der Moskauer Kaiserfamilie gehörten, konnten schon nach kurzer Zeit beträchtliche Gewinne erzielen.
Bis 1798 erkundete Alexander Andrejewitsch Baranow die Küstengebiete südlich von Kodiak und gründete ein Jahr später rund 10 km nördlich des heutigen Sitka eine Niederlassung, um den russischen Alleinanspruch zu verdeutlichen.
Nachdem diese Niederlassung (Archangelsk) 1802 bei einem Angriff der Tlingit zerstört worden war, gründete Baranow 1804 etwa 6 km entfernt Nowo-Archangelsk (Ново-Архангельск, Neu-Archangelsk), das heutige Sitka. Neu-Archangelsk wurde im Jahre 1818 offiziell der Hauptverwaltungsort des Territoriums. Unter der Führung von Baranow wurden in Russisch-Amerika Schulen gebaut und die Ureinwohner gerechter behandelt. Fortan erleichterte ein gewisser Komfort das raue Leben der Siedler-Pioniere. Das Geschäft mit den in China sehr beliebten Seeotterpelzen war sehr lukrativ (jeder Pelz brachte nach heutigem Gegenwert bis zu 100 € ein). 1806 gewährte der Kaiser der Gesellschaft das Recht, eine eigene Flagge zu führen, die einen doppelköpfigen Adler abbildete.
Nikolai Petrowitsch Resanow, einer der Schwiegersöhne von Schelichow, schmiedete derweil Pläne, die gesamte Pazifikküste Nordamerikas für Russland in Besitz zu nehmen. Nachdem er 1805 die Bucht von San Francisco erreicht hatte, beendete sein früher Tod zwei Jahre darauf und die Vorsicht des russischen Zaren die Pläne schon bald. Mehr als notwendige Versorgungsbasis denn als Machtanspruch errichtete 1812 der Stellvertreter Baranows, Iwan Kuskow, auf seine Weisung hin den Handelsposten Fort Ross in Kalifornien. 1816 scheiterte der in russischen Diensten stehende Deutsche Georg Anton Schäffer bei dem Versuch, Russland auf den Sandwich-Inseln (Hawaii) zu etablieren.

### Ende von Russisch-Amerika
Die russische Expansion wurde schon frühzeitig insbesondere von Spanien und Großbritannien beobachtet. Spanien erhob Anspruch auf die gesamte amerikanische Pazifikküste. Um diesen Anspruch zu untermauern, entsandte König Karl III. zwischen 1774 und 1792 mehrere Expeditionen zu deren Erkundung. Eines von zwei Schiffen der zweiten Expedition erreichte unter Juan Francisco de la Bodega y Quadra 1775 auch Alaska, 1791 gelang dies auch Alessandro Malaspina, der im Auftrag der Krone nach der Nordwestpassage suchte. Letztlich erschienen den Spaniern die Anstrengungen im Nordpazifik besonders nach der Nootka-Sound-Kontroverse 1790 zu kostspielig; 1819 gab es seine Ansprüche auf. Das Erbe der Spanier beschränkt sich auf einige Ortsnamen, darunter der Malaspinagletscher, die Revillagigedo-Insel und die Ortschaft Valdez.
Zunehmend drängten auch britische Felljäger und -händler nach Alaska. Die englische Hudson’s Bay Company unterhielt seit den 1830ern und später Handelsposten in Fort Yukon, am Stikine River und in Wrangell, die teilweise durch Pachtverträge mit den Russen zustande kamen. Letztlich wurden diese jedoch zu Gunsten weiter südlich, insbesondere im heutigen British Columbia gelegener Neugründungen aufgegeben.
Doch das Klima, die Entfernungen und die europäischen Konkurrenten im Nordatlantik beendeten auch die russischen Pläne. Die Kosten waren zu hoch, der Nutzen zu gering und ohnehin hatte Russland in Europa alle Hände voll zu tun. Die Aktivitäten der Kompagnie waren kaum profitabel, so dass 1818 die russische Regierung die Kontrolle über sie übernahm und mit Ferdinand von Wrangel einen Marineoffizier als Gouverneur einsetzte.
Als 1841 Fort Ross an den schweizerisch-kalifornischen Farmer John Sutter verkauft wurde, war die Geschichte von Russisch-Amerika zwar noch nicht zu Ende, doch die Zeichen der Zeit waren deutlich: 1844 überquerten die ersten amerikanischen Siedler die Sierra Nevada, der Mexikanisch-Amerikanische Krieg endete Anfang 1848 und brachte Kalifornien in US-Besitz. Fast zeitgleich wurde bei Bauarbeiten für Sutters Sägemühle Gold gefunden, worauf der kalifornische Goldrausch begann. Am 9. September 1850 schließlich wurde aus der spanisch-mexikanischen Provinz Kalifornien, der 31. Staat der USA.
Alaska war für die aufstrebende Weltmacht Russland die einzige Überseekolonie. Mehr als ein Jahrhundert stellte die nordamerikanische Halbinsel für Russland nur ein sehr weit entferntes Land dar (daher auch die ursprünglich russische Bezeichnung: Dalni Wostok = Fernost), wo nur ein paar Trapper (Fallensteller), Pelzhändler und wenige russisch-orthodoxe Missionare tätig waren. Der einzige Weg dorthin von der damaligen russischen Hauptstadt Sankt Petersburg rund um das Kap der Guten Hoffnung oder um Kap Hoorn dauerte mehr als ein halbes Jahr.
Mit der Zeit ging die Zahl der Pelztiere, insbesondere der Seeotter, immer mehr zurück. Das Territorium war für Russland immer schwieriger zu unterhalten. Die einheimischen Indianer, vornehmlich die Tlingit, machten den Russen immer wieder Schwierigkeiten. Um die Staatskasse nach dem verlorenen Krimkrieg wieder aufzufüllen, stimmte Kaiser Alexander II. einem Vertrag zu, den sein Botschafter in den USA, Eduard von Stoeckl, am 30. März 1867 mit US-Außenminister William H. Seward in Washington unterzeichnet hatte. Danach verkaufte das Kaiserreich Russland Alaska für 7,2 Millionen Dollar an die Vereinigten Staaten (Alaska Purchase). Spötter nannten das erworbene Land „Seward’s ice box“. Erst im 20. Jahrhundert wurde mit der Entdeckung zahlreicher Bodenschätze, vor allem Erdöl ab den 1960er Jahren, der enorme strategische und wirtschaftliche Wert des Gebiets deutlich.
Für die Orthodoxe Kirche in Amerika spielt das missionarische Wirken in Russisch-Amerika heute eine wichtige Rolle; zu nennen ist vor allem Herman von Alaska, den man seit 1969 als Heiligen verehrt.

## Bibliographie
- Peter Littke: Vom Zarenadler zum Sternenbanner. Die Geschichte Russisch-Alaskas. Magnus, Essen 2003, ISBN 3-88400-019-5 [Beinhaltet eine deutsche Übersetzung der Kaufverträge von Fort Ross 1841 und Alaska 1867].
- Marie de Testa, Antoine Gautier: Le diplomate russe Edouard de Stoeckl (ca 1805–1892) et la cession de l’Alaska aux Etats-Unis. In: Marie de Testa, Antoine Gautier: Drogmans et diplomates européens auprès de la Porte ottomane (= Analecta Isisiana; 71). Éditions ISIS, Istanbul 2003, ISBN 975-428258-7, S. 463–469.
- Ilya Vinkovetsky: Russian America. An Overseas Colony of a Continental Empire, 1804–1867, Oxford University Press, New York 2011, ISBN 978-0-19-539128-2 (Dissertation (Thesis, Ph. D. in History) University of California, Berkeley, Spring 2002, unter dem Titel: Native Americans and the Russian empire, 1804–1867, zwei Bände).
- Viola König (Hrsg.): Friedrich Heinrich von Kittlitz: „Denkwürdigkeiten einer Reise nach dem russischen Amerika, nach Mikronesien und durch Kamtschatka“, Reprint einer Ausgabe von 1853 (in Fraktur)
  - Teil 1, Olms-Weidmann, Hildesheim / Zürich / New York, NY 2011, ISBN 978-3-487-14370-5 Volltext online im Viewer, kostenfrei Inhaltsverzeichnis; Inhaltstext
  - Teil 2, Olms-Weidmann, Hildesheim / Zürich / New York, NY 2011, ISBN 978-3-487-14371-2 Volltext online im Viewer, kostenfrei Inhaltsverzeichnis